# Níjnie Zaprúdne
Níjnie Zaprúdne (en (ucraïnès): Нижнє Запрудне, en rus: Нижнее Запрудное, Níjneie Zaprúdnoie) és un poble de la República Autònoma de Crimea a Ucraïna, que el 2014 tenia 161 habitants. Pertany al districte rural d'Aluixta.